# Zcheniszqali
Der Zcheniszqali (georgisch ცხენისწყალი) ist ein rechter Nebenfluss des Rioni in Georgien.
Der Zcheniszqali entspringt an der Südflanke des Großen Kaukasus. Er durchfließt die Region Ratscha-Letschchumi und Niederswanetien in überwiegend westlicher Richtung. Dabei passiert er die Stadt Lentechi, wo ihm die beiden rechten Nebenflüsse Laskadura und Cheledula zuströmen. Anschließend wendet sich der Fluss nach Südsüdwest. Er durchfließt die Stadt Zageri. Er überquert später die Grenze zur Region Imeretien, verlässt das Bergland und erreicht die Kolchische Tiefebene. Die Kleinstadt Choni liegt am linken Flussufer. Im Unterlauf bildet der Zcheniszqali die Grenze zur Region Mingrelien und Oberswanetien. Der Fluss mündet schließlich westlich von Samtredia in den nach Westen strömenden Rioni.
Der Zcheniszqali hat eine Länge von 176 km. Er entwässert ein Areal von 2120 km². Der mittlere Abfluss beträgt 60,2 m³/s. Ein Teil des Flusswassers wird zu Bewässerungszwecken abgeleitet.